# Ludwig Mayr
Ludwig Mayr (* 24. August 1876 in Darmstadt; † 10. April 1948 in Ballenstedt) war ein deutscher Theaterschauspieler und Theaterregisseur.

## Leben
Nachdem Mayr, Sohn der Opernsänger Benedikt Mayr und Antonie Mayr-Olbrich, die Oberrealschule abgeschlossen hatte, wurde er für zwei Jahre von Theodor Münzer am Darmstädter Hoftheater ausgebildet. 1896 debütierte er als „Didier“ am Theater Nürnberg. 1898 wechselte er nach Zürich (Antrittsrolle: „Johannes“). 1900 war er Gastdarsteller bei den Kaiserfestspielen in Wiesbaden als „Erzbischof“ in „Demetrius“. 1901 ging er für ein Jahr ans Stadttheater Freiburg. Danach wirkte er in Bremen, Dortmund, Düsseldorf (1915–1920) und Berlin.

## Rollen (Auswahl)
- Didier – Marion Delorme[2] (Julius Leopold Klein)[3]
- Erzbischof – Demetrius (Friedrich Schiller)
- Johannes Parricida – Wilhelm Tell (Friedrich Schiller)